# Ranger Smith
Ranger Smith este un personaj fictiv din seria de desene animate Ursul Yogi. El a fost regizat de Don Messick.

## Personaj
Ranger Smith este șeful Parcului Jellystone. El îl oprește mereu pe Yogi și pe Boo-Boo când vor să fure coșurile de picnic dar, din nefericire, Yogi și Boo-Boo nu se vor opri niciodată din furat coșurile de picnic.